# Taitō (Tokio)
Taitō (台東区 Taitō-ku?) es un barrio especial de la Metrópolis de Tokio, en Japón. Es común que se autodenomine en otros idiomas como "Ciudad de Taitō". En 2008, la población se estimaba en 175.346 habitantes, con una densidad de 15.890 personas por km², en un área de 10,08 km².
Creado el 15 de marzo de 1947, el barrio especial está situado al noreste de la Metrópolis de Tokio. Algunos hitos urbanos son el Parque Ueno, el parque Sumida, y el templo Sensō-ji.
En el distrito de Ueno tuvo lugar la batalla donde las fuerzas imperiales derrotaron al último apoyo del shogunado Tokugawa en 1868. El distrito está dominado por el Parque Ueno, creado en el lugar de la batalla y convertido en parque público en 1873. El parque alberga a varios museos, incluyendo el Museo Nacional de Tokio, el Museo Nacional de las Ciencias y el Museo Nacional de Arte Occidental. En el parque está la tumba Shogi Tai: dos lápidas que recuerdan a los samurái que lucharon en la batalla de Monte Ueno. 
En el barrio especial se llevan a cabo el festival de fuegos artificiales Sumidagawa, el carnaval de samba Asakusa, y el festival Sanja Matsuri, uno de los tres mayores festivales de Tokio.

## Geografía
Situado en la parte noreste del área de los distritos de Tokio, Taitō está rodeado por otros cinco distritos especiales: Chiyoda, Bunkyō, Arakawa, Sumida y Chūō.

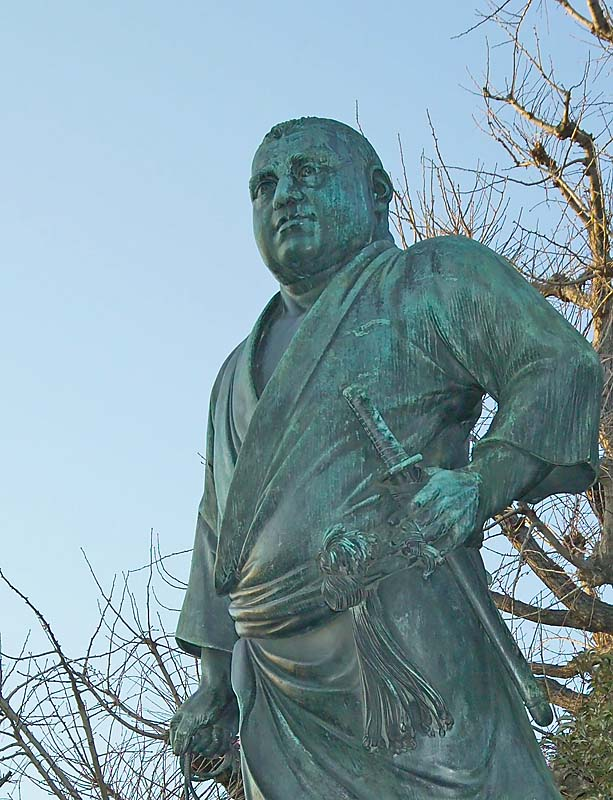
Uno de los hitos más famosos del barrio especial es la estatua de Saigo Takamori en el parque Ueno.

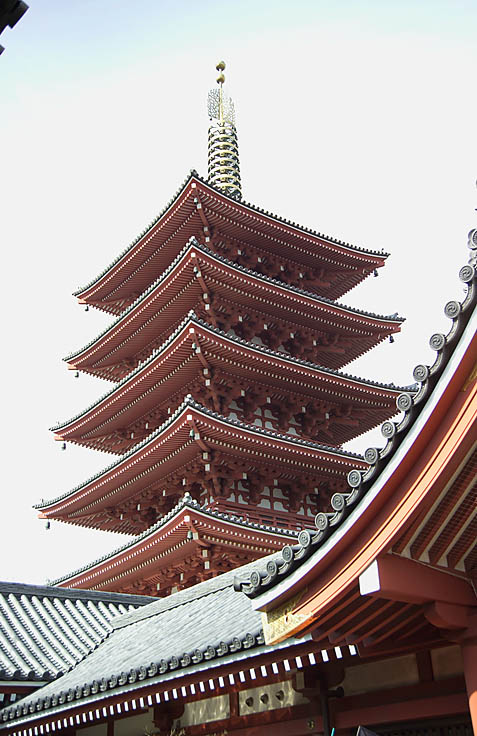
La pagoda de cinco pisos en Sensoji es un hito famoso en Taitō -ku.

## Barrios y distritos
| Area Asakusa - Asakusa - Asakusabashi - Hanakawado - Hashiba - Higashi-Asakusa (Asakusa del Este) - Imado - Kaminarimon - Kiyokawa - Kojima - Komagata - Kotobuki - Kuramae - Matsugaya - Misuji - Motoasakusa - Nihonzutsumi - Nishi-Asakusa (Asakusa del oeste) - Torigoe - Yanagibashi | Area Shitaya - Akihabara - Higashi-Ueno (East Ueno) - Ikenohata - Iriya - Kita-Ueno (North Ueno) - Minowa - Ryusen - Senzoku - Shitaya - Taito - Ueno - Ueno-koen (Parque Ueno) - Uenosakuragi - Yanaka |

## Lugares de interés
Taitō es famoso por sus típicos distritos de Shitamachi. El Centro de Información Turística de la Cultura de Asakusa ofrece servicios tanto a los turistas como a los lugareños.

### Templos
- Sensō-ji y Kaminarimon (Puerta del Trueno)
- Santuario de Asakusa
- Santuario de Akiba, en Matsugaya
- Kan'ei-ji
- Kishibojin
- Ueno Tōshō-gū
- Zenshō-an

### Parques
- Parque Asakusa
- Jardín Kyu-Iwasaki-tei
- Parque de Sumida
- Parque Ueno
- Parque Yanaka

### Museos
- Museo de la Diversión
- Salón de Esculturas de Asakura
- Museo del Reloj Daimyo
- Museo Nacional de Arte Occidental
- Museo Nacional de Naturaleza y Ciencia
- Museo de arte metropolitano de Tokio
- Museo Nacional de Tokio
- Museo Real de Ueno
- Zoológico de Ueno
- Yokoyama Taikan Salón Conmemorativo

## Festividades
- Sanja Matsuri, ocurre de viernes a domingo, el tercer fin de semana de mayo.[3]